# Campionat de Catalunya de velocitat
El Campionat de Catalunya de velocitat és la màxima competició d'aquesta modalitat que es disputa a Catalunya. Organitzat per la Federació Catalana d'Automobilisme (FCA), el campionat es disputà en una primera fase entre 1966 i 1974 amb un format similar al del campionat estatal de la mateixa modalitat. En una data imprecisa entre 1975 i 1997 es va tornar a activar.

## Palmarès
Font:
A 5 de desembre de 2016
| 1966                     | Joan Fernández  |
| 1667                     | Joan Fernández  |
| 1968                     | Fèlix Serra     |
| 1969                     | Jordi Pla       |
| 1970                     | Miquel Brunells |
| 1971                     | Jordi Pla       |
| 1972                     | Alfons Marcos   |
| 1973                     | Jordi Pla       |
| 1974                     | Geni Baturone   |
| 1975 - 1996: Sense dades |                 |
| 1997                     | Albert Llovera  |
| 1998                     | Albert Llovera  |
| 1999 - 2016: Sense dades |                 |